# Jakob Falk (Täufer)

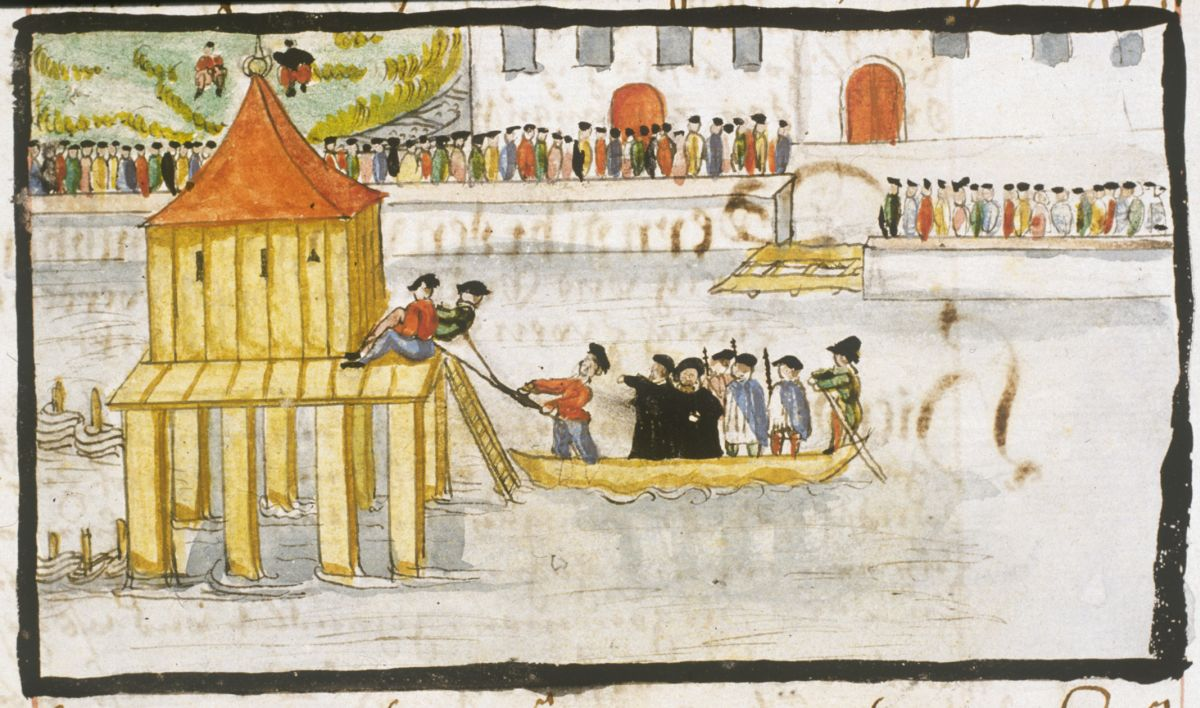
Hinrichtung Jakob Falks und Heini Reimanns

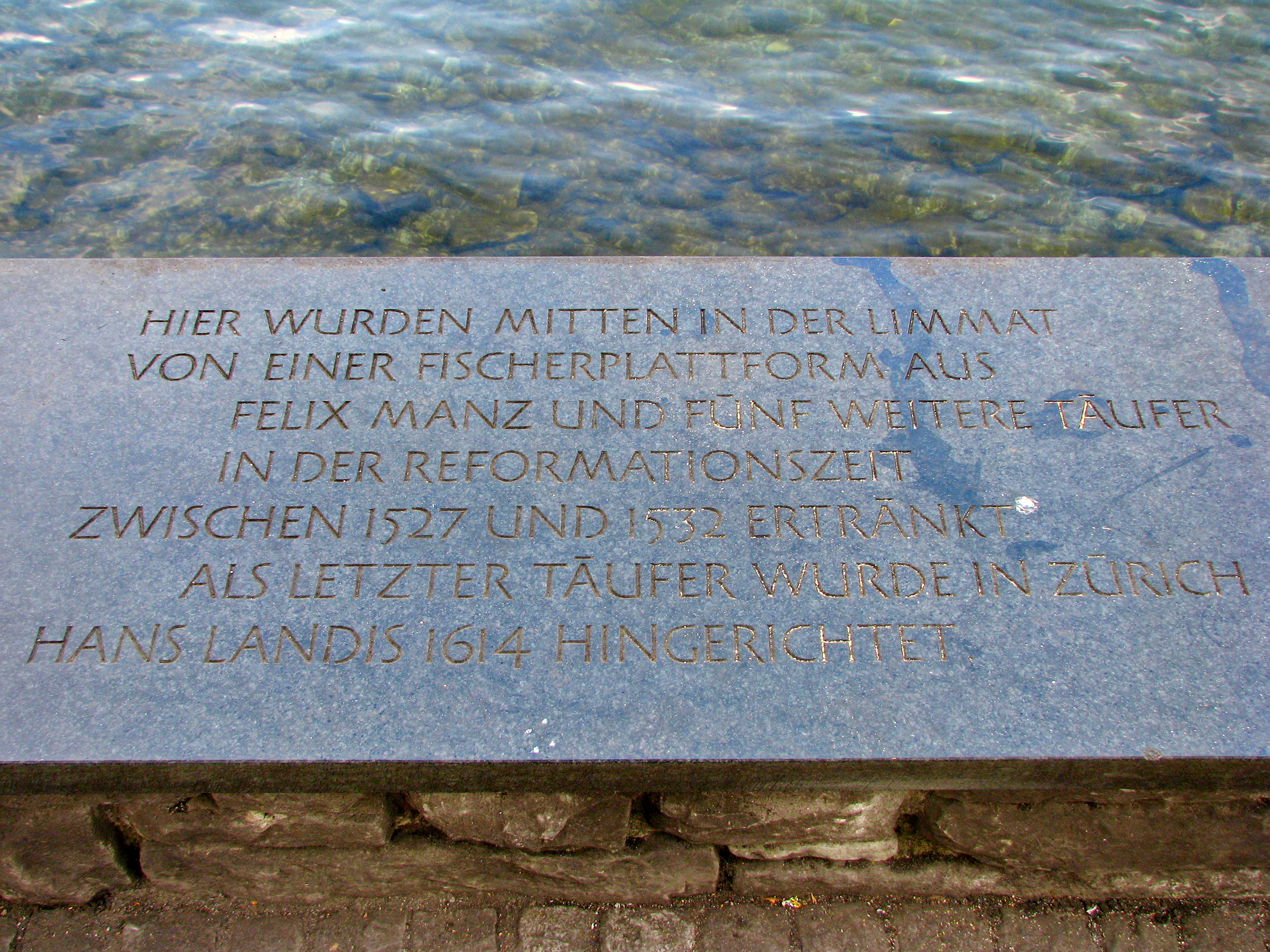
Gedenktafel am Ufer der Limmat, die auch an Falk und Reimann erinnert

Jakob Falk, auch Jakob Falck geschrieben (* 15. oder 16. Jahrhundert; † 5. September 1528 in Zürich), war ein Märtyrer der Täuferbewegung.

## Leben
Jakob Falk war Bauer und stammte aus Gossau. Über seine Herkunft und seinen Lebensweg bis zum Eintritt in die Täuferbewegung ist nichts bekannt.
Ende Juni 1525, wenige Monate nach Gründung der ersten Täufergemeinde in Zürich, kam Konrad Grebel als Täufermissionar in das Gebiet des Grüninger Amtes. Wie in anderen Teilen des Zürcher Herrschaftsgebietes war es auch hier zu erheblichen Spannungen zwischen den Bauern und der Obrigkeit gekommen. Dass Grebels Predigt während seiner 15-wöchigen Tätigkeit auf fruchtbaren Boden fiel, hat man zum einen mit der revolutionären Stimmung der Bauernschaft begründet. Grebel stand ja ebenfalls – wenn auch aus anderen Gründen – in Opposition zum Rat der Stadt Zürich. Zum anderen scheint Grebel, der ja aus Grüningen gebürtig war, über eine Anzahl von Kontakten in seiner Heimat verfügt zu haben, die er offensichtlich für sein täuferisches Anliegen fruchtbar zu machen verstand. Grebels Verkündigung berührte, wenn man den zeitgenössischen Quellen vertraut, die aufgebrochenen sozialen und politischen Frage nicht. Er predigte die „rechte christliche Taufe und die Heiligung des Lebens“.
Jakob Falk gehörte zu den Früchten des missionarischen Wirkens von Konrad Grebel. Er ließ sich taufen und galt bis an sein Lebensende als „einer der eifrigsten und treusten Anhänger Konrad Grebels“. Noch im selben Jahr wurde Falk gemeinsam mit Heini Reimann, einem anderen Täufer, in Appenzell ins Gefängnis geworfen; man ließ sie jedoch aus unbekannten Gründen nach kurzer Zeit wieder frei. An einem Maisonntag des Jahres 1526 nahmen Falk und Reimann an einem geheimen Täufergottesdienst teil, der in einem Waldstück zwischen Bubikon und Wetzikon stattfand. Der Grüninger Landvogt Jörg Berger muss von dieser Zusammenkunft erfahren haben. Er überraschte die Gottesdienstteilnehmer und verhaftete sie. Sowohl Falk als auch Reimann bekannten in den anschließenden Verhören, dass sie gläubig getauft worden seien und die Gläubigentaufe auch an anderen vollzogen hätten.
Am 7. März 1526, also nur wenige Monate vor der zweiten Gefangennahme Falks und Reimanns, hatte der Rat der Stadt Zürich ein sogenanntes Wiedertäufermandat erlassen. In ihm wurde bestimmt, dass alle Täufer, insbesondere solche, die selbst die Wiedertaufe vollzogen hatten, mit dem Tode zu bestrafen seien. Der Zürcher Rat verlangte nun von der Grüninger Behörde die Auslieferung der beiden Gefangenen. Diese aber gab die Rechtssache an die Berner Behörden weiter und berief sich dabei auf ein altes österreichisches Privileg. Nach einem Prozess, der ungefähr 18 Monate andauerte, wurde von Bern aus das Verfahren gegen Falk und Reimann wieder nach Zürich verwiesen. Die beiden Täufer wurden nach einem anderthalbjährigen Aufenthalt im Grüninger Gefängnis nach Zürich überstellt. Falk erklärte auf Befragen der Zürcher Richter, dass er weiterhin an der Gläubigentaufe festhalte, auch willens wäre, sie weiterhin zu praktizieren. Der Sohn Gottes werde ihn starkmachen und niemals verlassen. Daraufhin verurteilte das Gericht Falk und Reimann zum Tode durch Ertränken. In der Mittagszeit des 5. Septembers 1528 wurde dieses Urteil an den beiden Täufern vollstreckt.